# Grave (zespół muzyczny)
Grave – szwedzka grupa muzyczna wykonująca death metal. Grupa powstała w 1988 roku w szwedzkiej miejscowości Visby. Do 2015 roku grupa wydała jedenaście albumów studyjnych pozytywnie ocenianych zarówno przez fanów, jak i krytyków muzycznych. Wielokrotnie koncertowała w Polsce, m.in. podczas festiwalu Metalmania w Katowicach.

## Historia
Grupa powstała w 1988 roku w szwedzkiej miejscowości Visby z inicjatywy gitarzystów Ola Lindgren i Jörgena Sandströma oraz perkusisty Jensa Paulssona. Tego samego roku ukazało się pierwsze demo grupy pt. Sick Disgust Eternal. Rok później nakładem zespołu ukazały się kolejne trzy dema Sexual Mutilation, Anatomia Corporis Humani i Promo 1989. W 1991 roku ukazały się dwa splity pt. Grave / Deviated Instinct / Devolution i In the eyes of death oraz singel Tremendous Pain i demo Promo 91.
1 sierpnia 1991 roku ukazał się debiutancki album grupy pt. Into the Grave. 1 maja 1992 roku ukazał się drugi album pt. You'll Never See.... W 1993 roku ukazał się pierwszy minialbum grupy pt. ...and Here I Die... Satisfied. 1 czerwca 1994 roku ukazał się trzeci album zatytułowany Soulless. 25 marca 1996 roku ukazał się czwarty album pt. Hating Life. 28 kwietnia 1997 roku ukazał się pierwszy album koncertowy pt. Extremely Rotten Live. W 2002 roku do zespołu dołączył gitarzysta Jonas Torndal. 21 października tego samego roku ukazał się piąty album pt. Back From the Grave. W 2003 roku z zespołu odszedł Jens "Jensa" Paulsson, którego zastąpił Cristofer Barkensjö, występujący w grupie Kaamos. Tego samego roku ukazała się na sześciu płytach winylowych box pt. Morbid Ways to Die.
23 sierpnia 2004 roku ukazał się szósty album pt. Fiendish Regression. Album został zarejestrowany i zmiksowany w Abyss Studio przez Tommy’ego i Petera Tagtgrenów. 31 stycznia 2006 roku zespół wystąpił w warszawskiem klubie Proxima. Koncert Grave poprzedziły występy grup Dew-Scented, Aborted, Vesania i Hurtlocker. 25 lipca tego samego roku ukazał się siódmy album grupy pt. As Rapture Comes. Okładkę wydawnictwa przygotował Jacek Wiśniewski, który współpracował na stałe z Vader. Album był promowany m.in. podczas koncertu w warszawskim klubie Stodoła, który odbył się 24 sierpnia. Jako support wystąpiły grupy Catamenia, Sinister i Obituary. 1 listopada również w 2006 roku nakładem Metal Mind Productions ukazało się pierwsze wydawnictwo DVD Grave pt. Enraptured. Na wydawnictwie ukazał się zarejestrowany 24 sierpnia 2006 roku koncert w klubie Stodoła. Tego samego roku z zespołu odszedł perkusista Pelle Ekegren, którego zastąpił Ronnie Bergerståhl.
W 2007 roku grupa podpisała kontrakt płytowy z wytwórnią muzyczną Regain Records, po zakończeniu wieloletniej współpracy z wytwórnią Century Media Records. 27 października tego samego roku zespół wystąpił w szczecińskim klubie Słowianin. Koncert Grave poprzedziły występy grup Horrorscope i Heavy Water. 21 kwietnia 2008 roku ukazał się ósmy album grupy pt. Dominion VIII. 19 września tego samego roku nakładem Century Media Records ukazała się kompilacja nagrań pt. Exhumed - A Grave Collection.

## Muzycy

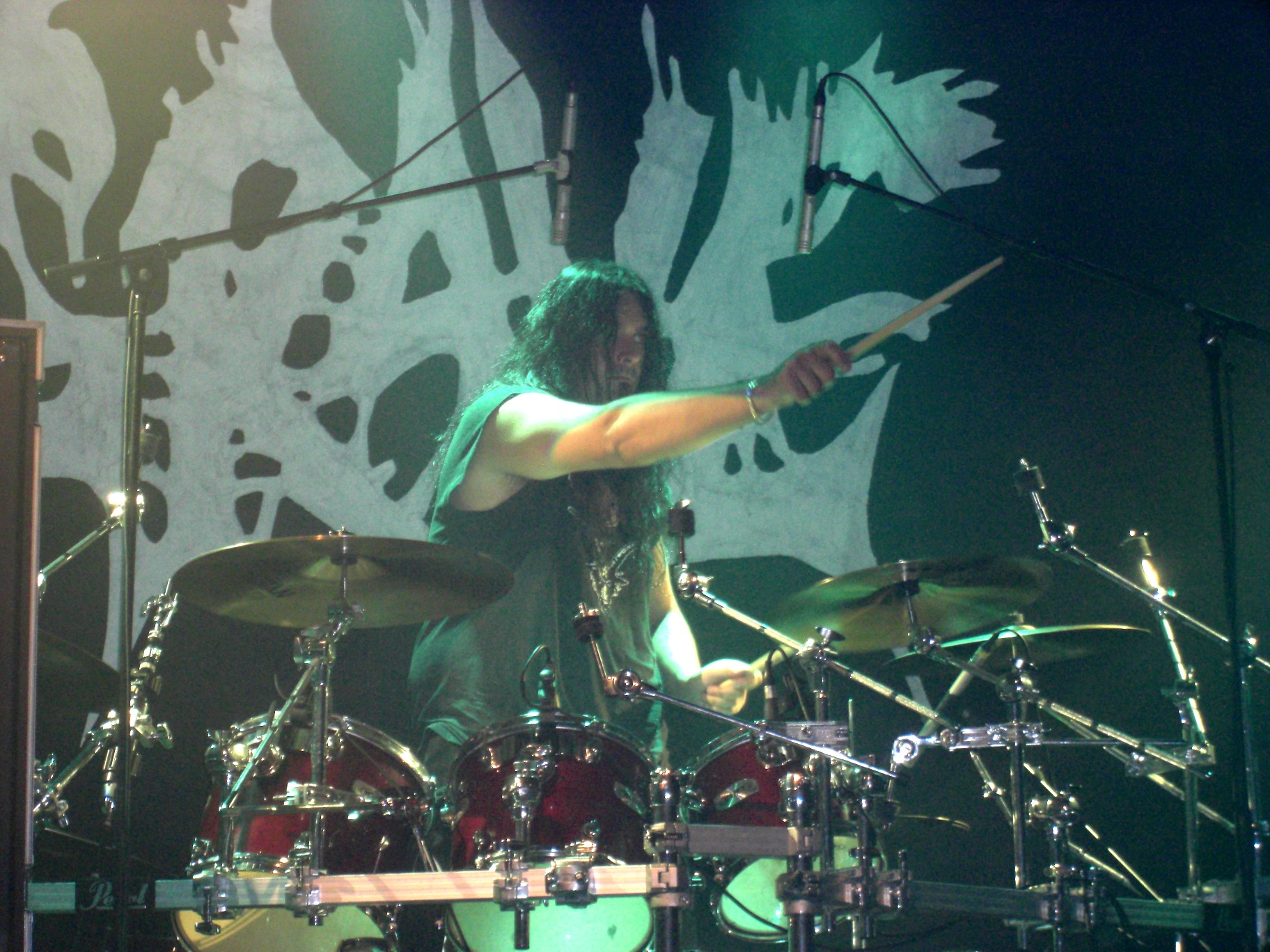
Ronnie Bergerståhl, 2008

### Obecny skład zespołu
- Ola Lindgren – śpiew, gitara (od 1988)
- Ronnie Bergerståhl – perkusja (od 2006)
- Mika Lagrén – gitara (od 2011)
- Tobias Cristiansson – gitara basowa (od 2010)[26]

### Byli członkowie zespołu
- Magnus Martinsson – gitara (2008–2011)
- Fredrik "Fredda" Isaksson – gitara basowa (2001–2010)[27]
- Jörgen Sandström – gitara, gitara basowa, śpiew (1988–1995)
- Jonas Torndal – gitara (2002–2007), gitara basowa (1991, 1996)
- Jens "Jensa" Paulsson – perkusja (1988-2002)
- Pelle Ekegren – perkusja (2003–2006)
- Cristofer Barkensjö – perkusja (2003)

## Dyskografia

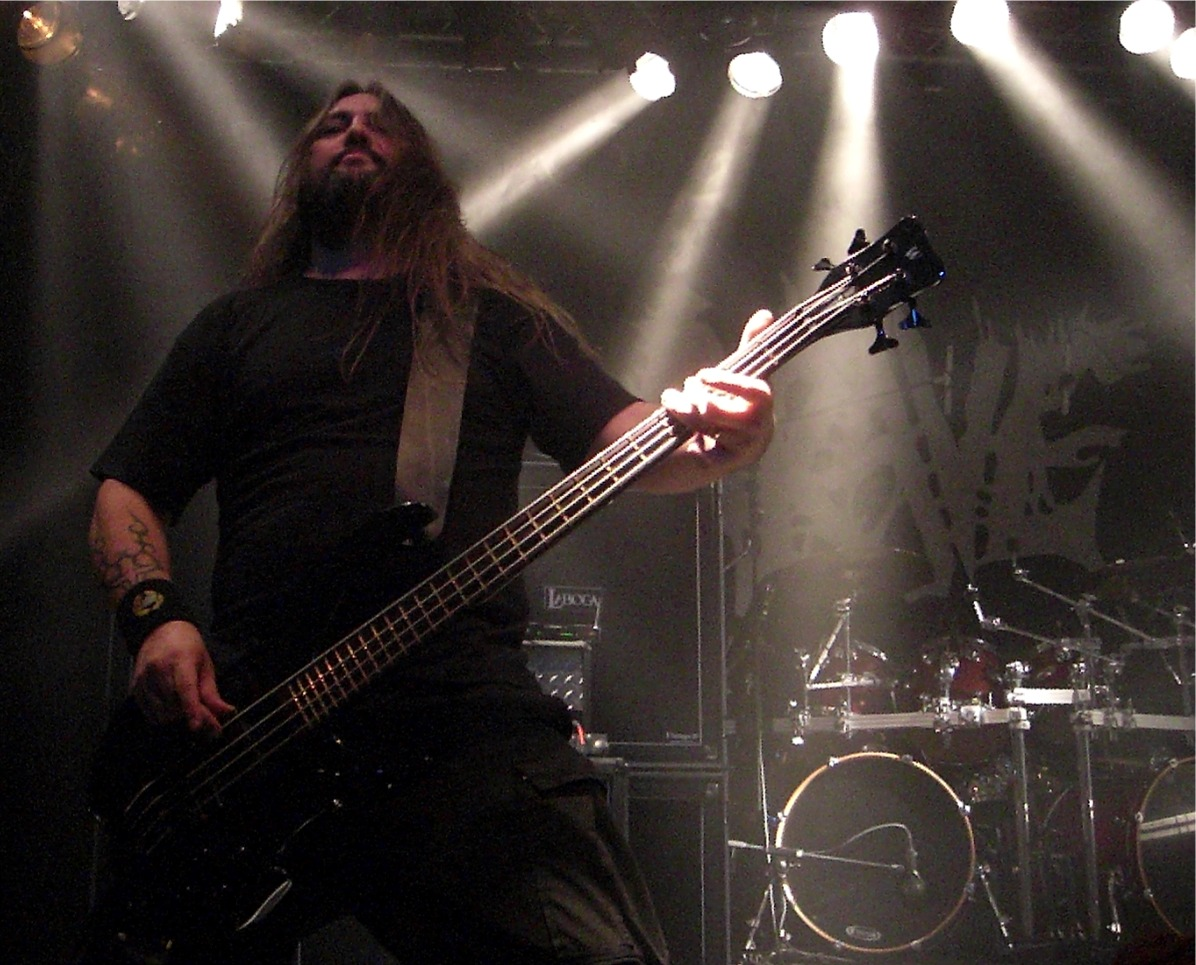
Fredrik Isaksson, 2008

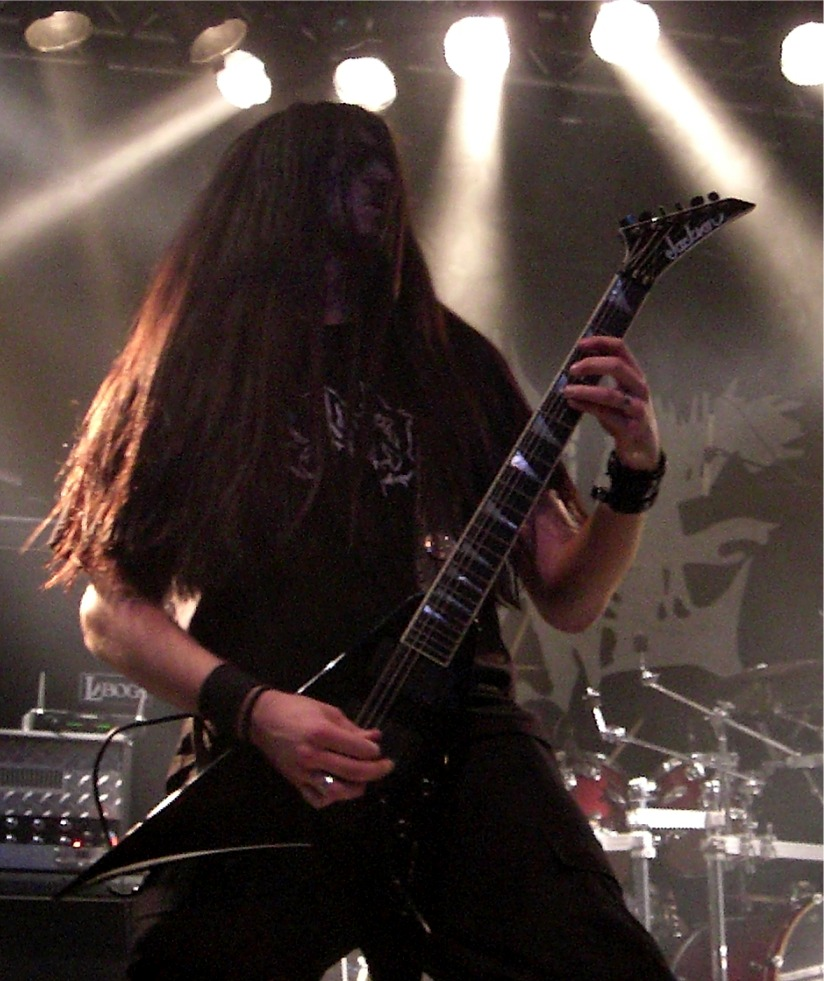
Magnus Martinsson, 2008

### Albumy studyjne
- Into the Grave (1991, Century Media Records)
- You`ll Never See (1992, Century Media Records)
- Soulless (1994, Century Media Records)
- Hating Life (1996, Century Media Records)
- Back from the Grave (2002, Century Media Records)
- Fiendish Regression (2004, Century Media Records)
- As Rapture Comes (2006, Century Media Records)
- Dominion VIII (2008, Regain Records)
- Burial Ground (2010, Regain Records)
- Endless Procession of Souls  (2012, Century Media Records)
- Out of Respect for the Dead  (2015, Century Media Records)

### Albumy koncertowe
- Extremely Rotten Live (1997, Century Media Records)

### Minialbumy
- ...And Here I Die...Satisfied (1993, Century Media Records)

### Dema
- Sick Disgust Eternal (1988, wydanie własne)
- Sexual Mutilation (1989, wydanie własne)
- Anatomia Corporis Humani (1989, wydanie własne)
- Promo 1989 (1989, wydanie własne)
- Promo 91 (1991, wydanie własne)

### Splity i single
- Grave / Deviated Instinct / Devolution (1991, Prophecy Records)
- In the eyes of death (1991, Century Media Records)
- Tremendous Pain (1991, Century Media Records)

### Kompilacje
- Morbid Ways To Die (2003)
- Exhumed - A Grave Collection (2008, Century Media Records)

## Wideografia
- Enraptured (2006, DVD, Metal Mind Productions)